# Wilson Kipketer
Wilson Kipketer, född 12 december 1972 i Kapchemoiywo, Kenya, invandrad till Danmark, är en tidigare friidrottare som tävlat för båda nationerna. Han hade världsrekordet på 800 meter utomhus och innehar världsrekordet på samma distans inomhus.

## Biografi
Kipketer räknas som den bäste genom tiderna på distansen 800 meter då han även har tre VM-guld, ett inne-VM-guld och ett EM-guld.
Trots sina resultat lyckades Kipketer aldrig vinna något olympiskt guld. Han tilläts inte tävla vid OS 1996 i Atlanta p.g.a. en tvist om hans medborgarskap mellan Kenya och Danmark som grundade sig i att han inte hade hunnit bli dansk medborgare. Under åren 1996 och 1997 var Kipketer obesegrad i 28 tävlingar i rad på distansen 800 meter. 1999 vann han jackpotten i Golden League tillsammans med rumänskan Gabriela Szabo.
Kipketer valde att avsluta sin karriär i augusti 2005 efter flera år med skadeproblem.

## Personliga rekord
- 400 meter – 46,85 (1 januari 1994) [5]
- 800 meter – 1:41,11 (24 augusti 1997) [5]
- 1 000 meter – 2:16,29 (23 augusti 1995) [5]
- 1 500 meter – 3:42,80 (1 januari 1993) [5]
- 1 Mile – 3:59,57 (5 juli 1993) [5]

## Resultatutveckling

### 800 meter
| Tid     | Plats                  | Datum             | Ref   |
| ------- | ---------------------- | ----------------- | ----- |
| 1:43,88 | Rom, Italien           | 2 juli 2004       | [ 5 ] |
| 1:43,28 | Bryssel, Belgien       | 5 september 2003  | [ 5 ] |
| 1:42,32 | Rieti, Italien         | 8 september 2002  | [ 5 ] |
| 1:43,35 | Bryssel, Belgien       | 25 augusti 2000   | [ 5 ] |
| 1:42,27 | Bryssel, Belgien       | 3 september 1999  | [ 5 ] |
| 1:43,18 | Zürich, Schweiz        | 12 september 1998 | [ 5 ] |
| 1:41,11 | Köln, Tyskland         | 24 augusti 1997   | [ 5 ] |
| 1:41,83 | Rieti, Italien         | 1 september 1996  | [ 5 ] |
| 1:42,87 | Zürich, Schweiz        | 16 augusti 1995   | [ 5 ] |
| 1:43,29 | Oslo, Norge            | 22 juli 1994      | [ 5 ] |
| 1:45,46 | Villmanstrand, Finland | 27 juli 1993      | [ 5 ] |
| 1:45,62 | Helsingfors, Finland   | 30 juni 1992      | [ 5 ] |
| 1:46,19 | Malmö, Sverige         | 5 augusti 1991    | [ 5 ] |
| 1:45,70 | Nairobi, Kenya         | 20 juli 1990      | [ 5 ] |
| 1:47,20 | Nairobi, Kenya         | 13 oktober 1989   | [ 5 ] |
| 1:47,00 | Nairobi, Kenya         | 17 juni 1988      | [ 5 ] |